# Mezgale
Mezgale este un sat din comuna Berane, Muntenegru. Conform datelor de la recensământul din 2003, localitatea are 207 locuitori (la recensământul din 1991 erau 242 de locuitori).

## Demografie
În satul Mezgalji locuiesc 163 de persoane adulte, iar vârsta medie a populației este de 41,3 de ani (41,5 la bărbați și 41,1 la femei). În localitate sunt 70 de gospodării, iar numărul mediu de membri în gospodărie este de 2,96.
Populația localității este foarte eterogenă.
|  |

| Demografie | Demografie | Demografie |
| An         | Locuitori  | Locuitori  |
| ---------- | ---------- | ---------- |
|            |            |            |
|            |            |            |
|            |            |            |
|            |            |            |
| 1948       | 386        |            |
| 1953       | 447        |            |
| 1961       | 457        |            |
| 1971       | 406        |            |
| 1981       | 317        |            |
| 1991       | 242        | 242        |
| 2003       | 208        | 207        |

| \| Componența etnică conform recensământului din 2003[2] \| Componența etnică conform recensământului din 2003[2] \| Componența etnică conform recensământului din 2003[2] \| Componența etnică conform recensământului din 2003[2] \| Componența etnică conform recensământului din 2003[2] \| \| ----------------------------------------------------- \| ----------------------------------------------------- \| ----------------------------------------------------- \| ----------------------------------------------------- \| ----------------------------------------------------- \| \| \| \| \| \| \| \| Sârbi \| Sârbi \| \| 126 \| 60,86% \| \| Muntenegreni \| Muntenegreni \| \| 65 \| 31,4% \| \| necunoscută \| necunoscută \| \| 16 \| 7,72% \| |              |  |     |        |
| Componența etnică conform recensământului din 2003 |              |  |     |        |
| |              |  |     |        |
| Sârbi | Sârbi        |  | 126 | 60,86% |
| Muntenegreni | Muntenegreni |  | 65  | 31,4%  |
| necunoscută | necunoscută  |  | 16  | 7,72%  |